# Jesus' Blood Never Failed Me Yet
Jesus' Blood Never Failed Me Yet (en français : Le sang de Jésus ne m'a jamais fait défaut ou ne m'a jamais trahi) est un chant de Noël, composé en 1971, par Gavin Bryars.
L’histoire de cette composition est singulière.
Le point de départ est une brève phrase chantée a cappella par un sans-abri, à Londres en Angleterre, lors d'un enregistrement filmé par une équipe de journalistes pour un documentaire sur les gens qui vivent dans la rue dans les quartiers d’Elephant and Castle, de la gare de Waterloo à Londres.
La composition de Bryars, considérée comme l’une de ses plus fortes œuvres, est un morceau de 25 minutes à sa création et elle a évolué au cours du temps pour devenir en 1993 un morceau de 74 minutes. En 2019, elle a donné lieu à une version de 12 h, jouée en nocturne à la galerie d'art Tate Modern de Londres.

## Origine de la composition
En 1970, Bryars travaille sur la bande-son du reportage de son ami réalisateur Alan Power, tourné sur les SDF dans les alentours des quartiers d’Elephant and Castle et de la gare de Waterloo à Londres. Après le tournage et le montage qui ne retient pas cette partie où l'on entend ce vieil homme chanter, le réalisateur remet les bandes magnétiques inutilisées au jeune compositeur. Il est contrebassiste de jazz de formation et commence à s’intéresser à la musique minimaliste (ou musique répétitive). En les écoutant, Gavin Bryars est saisi par l’une d’entre-elles. Un homme chante a cappella « Le sang de Jésus ne m’a jamais abandonné, c’est une chose que je sais, tout comme je sais qu’il m’aime. » dont les 13 mesures, et elles seules, d’une vingtaine de secondes sont répétées inlassablement par cet homme. Ce qui émeut le compositeur c’est le son de la voix, qu’on devine être celle d‘un homme âgé, parfaitement juste, mais décalant parfois un peu le rythme d’une répétition à l’autre. Les circonstances précises de cet enregistrement sont qu’au moment du tournage du reportage, face à la caméra, des clochards, plusieurs ivres, s’approchent pour dire ou chanter quelque chose, par exemple un air d’opéra ou une romance. Mais l’un d’eux, sobre, se met à entonner un hymne religieux.
Les paroles semblent être une variation improvisée sur le refrain d’un cantique protestant composé, parole et musique, par James Milton Black (1856-1938), un musicien américain de Williamsport en Pennsylvanie, auteur d’une douzaine de recueils de cantiques contenant environ 1500 compositions au total, et utilisés dans les églises méthodistes, et plus largement protestantes anglophones. Celui contenant ce cantique est paru en 1911. Le refrain de ce cantique est ainsi rédigé : « His love never failed me yet ! Wheresoe'er I go, this one thing I know, His love never failed me yet » que l'on peut approximativement traduire par : « Son amour ne m'a jamais fait défaut ! Où que j'aille, il y a une chose que je sais : jamais encore son amour ne m'a fait défaut. » Ce que chante le vieil homme SDF pourrait bien s'être inspiré de ce cantique, mais certains musicologues mettent en doute le rapprochement fait entre le chant enregistré et qui a servi de base à Bryars et ce cantique.
À l’écoute, au début, on entend à peine le vieil homme. Puis les mots, pleins de ferveur, sont chantés de plus en plus fort. Touché par cette voix et ces mots, le musicien décide de la composition d’une musique d’accompagnement qu’il joue d’abord sur son piano pour l'harmoniser. Il remarque aussi que ces 13 mesures forment une boucle qui se répète de manière légèrement imprévisible, bien susceptibles de former un échantillon pour un musicien qui entre tout juste dans l'univers de la musique minimaliste. Il emporte la bande originale de cette boucle à Leicester, où il travaille au département des Beaux-Arts, et la copie sur un magnétophone plus adapté, afin de la préserver de manière plus sûre, pensant peut-être y ajouter un accompagnement orchestré. La porte de la salle d'enregistrement donne sur l'un des grands studios de peinture. Au moment d’une pause-café, il laisse la porte ouverte, la bande continuant à tourner. Quand il revient, il trouve la pièce habituellement très animée anormalement calme. Les gens se déplacent plus lentement que d'habitude et l’un d’eux assis seul, pleure. Perplexe, Bryars réalise que la bande est toujours en train de tourner et qu'ils sont tous subjugués par le chant du vieil homme. Cela le convainc de la puissance émotionnelle de cette musique et des possibilités offertes par l'ajout d'un accompagnement orchestral simple, mais en évolution progressive, respectant la noblesse et la foi simple du clochard.
Bryars après cela, cherche un arrangement. Il y joint des cordes, une guitare, une basse électrique, des instruments à vents ainsi qu’un orgue et un vibraphone qui petit à petit accompagnent, enveloppent la voix de l’homme et la submergent pour revenir lentement, ensemble, au silence.
Une fois ce morceau terminé, Gavin Bryars cherche à retrouver ce sans-abri « pour le rencontrer, le remercier, lui faire écouter la musique qu’il a composée grâce à lui. Il demande des informations aux habitants du quartier d’Elephant and Castle et de la Gare de Waterloo. Il enquête… Mais personne ne retrouvera jamais le vieil homme. Seul demeure l’enregistrement de sa voix anonyme. »

## Versions et utilisations
L’œuvre a un tel succès qu’elle est reprise un grand nombre de fois, tant en représentations qu’en enregistrements, ces derniers bénéficiant aussi des nouvelles possibilités techniques qu’offrent, après le vinyle en 1975, la cassette audio, puis le CD.

### Les différentes versions enregistrées de Bryars
- La version originale de 25 minutes du morceau a été jouée pour la première fois au Queen Elizabeth Hall en décembre 1972 ; elle est gravée en 1975 sur disque 33 tours intitulé « The Sinking of the Titanic » par le label Obscure de Brian Eno.
- En 1990, l'ensemble Gavin Bryars a enregistré une version de 60 minutes sur cassette audio, par la suite gravée sur CD, dans un château d'eau désaffecté[9], lors du Festival du printemps de Bourges en France, par le label de musique belge Les Disques du Crépuscule[10]. Cet enregistrement a été cité pour le Mercury Prize de 1990.
- En 1993 une version allongée de 74 minutes a été enregistrée sur CD pour le label Point[11] avec Tom Waits qui, dans les 20 dernières minutes, chante en dialogue avec la voix de l'enregistrement original du vieil homme inconnu.
- En 2019, Gavin Bryars a sorti une version live de 25 minutes jouée avec son ensemble, qui comprenait ses deux filles violoncellistes, sur son propre label GB Records[12].

### L’utilisation de cette œuvre
- En 1981, la chorégraphe française Maguy Marin a utilisé le morceau comme une partie de la partition pour son travail inspiré de Beckett, May B qui est créé au théâtre municipal d’Angers puis repris dans plusieurs villes dont Paris au Théâtre du Rond-Point[13].
- En 1993, le chorégraphe américain William Forsythe a utilisé la version avec Tom Waits comme partition de son ballet « Quintett » interprété par le Ballet de Francfort. Cette chorégraphie a, par la suite, été interprétée par plusieurs autres compagnies de danse dans le monde[14],[15].
- En 2003, le groupe chrétien Jars of Clay l'a repris sur son sixième album studio Who We Are instead chez Essential Records.
- En 2006, l’ensemble Art of Time Ensemble a sorti une version de 16 minutes sur son premier album Live in Toronto.
- En 2011, The Music Tapes a exécuté une reprise de cette pièce en utilisant l'échantillon de la bande originale de Bryars pour la série Tiny Desk Concert de la NPR[16].
- En avril 2019, une version nocturne de 12 heures a été présentée à la galerie d'art Tate Modern de Londres, dirigée par Gavin Bryars[17]. Les interprètes comprenaient deux groupes de SDF (un vocal, un instrumental), ainsi que l'Academy of St Martin in the Fields, le Southbank Sinfonia et le propre ensemble de Bryars[18].

### Hommages en France
- En 1988 Franck Mallet, dans son émission « Poissons d'or » sur France musique, a diffusé et brièvement commenté ce morceau.

- Le 11 janvier 2018, Christophe Chassol, dans l'émission de radio « La chronique de Christophe Chassol » sur France Musique évoque très brièvement ce morceau de musique[19].

- Le 25 décembre 2019, dans l’émission de radio « Ces chansons qui font l’actu » sur franceinfo, Bertrand Dicale raconte cette histoire comme un conte de Noël, en l’entrecoupant d’extraits de l’œuvre[20].

- Le 20 janvier 2021, à l’occasion de l’anniversaire des 78 ans de Gavin Bryars qui tombe le lendemain, France Musique diffuse dans son émission « Maxxi Classique » présentée par Max Dozolme un hommage au musicien en racontant l’histoire de ce morceau et en diffusant des extraits de ses diverses versions[21].